# Костарика на Светском првенству у атлетици у дворани 2014.
Костарика је учествовала на Светском првенству у атлетици у дворани 2014. одржаном у Сопоту од 7. до 9. марта седми пут. Репрезентацију Костарике представљао је један атлетичар, који се такмичио у трци на 400 метара.,
На овом првенству Костарика није освојила ниједну медаљу. Није било нових националних, личних и али је остварен рекорд сезоне. У табели успешности (према броју и пласману такмичара који су учествовали у финалним такмичењима првих 8 такмичара) Костарика је са 1 учесником у финалу делила 40. место са 3 бода.
| Плас. | Земља     | 1. место | 2. место | 3. место | 4. место | 5. место | 6. место | 7. место | 8. место | Бр. финал. | Бод. |
| ----- | --------- | -------- | -------- | -------- | -------- | -------- | -------- | -------- | -------- | ---------- | ---- |
| =40.  | Костарика | 0        | 0        | 0        | 0        | 0        | 1        | 0        | 0        | 1          | 3    |

## Учесници
Мушкарци:
- Нери Бринс — 400 м

## Резултати

### Мушкарци
| Атлетичар  | Дисциплина | Лични рекорд | Квалификација | Квалификација | Полуфинале    | Полуфинале | Финале   | Финале      | Детаљи |
| Атлетичар  | Дисциплина | Лични рекорд | Резултат      | Место         | Резултат      | Место      | Резултат | Место       | Детаљи |
| ---------- | ---------- | ------------ | ------------- | ------------- | ------------- | ---------- | -------- | ----------- | ------ |
| Нери Бринс | 400 м      | 45,11 НР     | 46,62 КВ      | 2. у гр. 3    | 46,25 КВ, ЛРС | 2. у гр. 2 | 47,32    | 6 / 25 (27) |        |